# 林茂叔
林茂叔，福建福州府怀安县人，明朝政治人物。

## 生平
永樂十五年，福建丁酉乡试中舉。永樂十六年（1418年）联捷戊戌科進士。